# ریموند اندروز
ریموند اندروز (انگلیسی: Raymond Andrews؛ ۶ ژوئن ۱۹۳۴ – ۲۵ نوامبر ۱۹۹۱) یک رمان‌نویس اهل ایالات متحده آمریکا بود.